# Beograd-Klasse
Die Beograd-Klasse war eine Klasse von drei Zerstörern der Königlich Jugoslawischen Marine, die im Zweiten Weltkrieg zum Einsatz kam.

## Allgemeines
Nach der Beschaffung des großen Zerstörers (Flottillenführer) Dubrovnik beschloss das jugoslawische Marineministerium die Anschaffung kleinerer Zerstörer-Typen, die in heimischen Werften gebaut werden konnten. Die Pläne wurden bei der französischen Werft Ateliers et Chantiers de la Loire in Nantes bestellt, wo auch das erste Schiff gebaut wurde. Das zweite und dritte Schiff wurde in Split im heutigen Kroatien gebaut.

## Liste der Schiffe
| Name      | Bauwerft                 | Kiellegung | Stapellauf        | Indienststellung | Verbleib |
| --------- | ------------------------ | ---------- | ----------------- | ---------------- | --- |
| Beograd   | A&Ch de la Loire, Nantes | 1936       | 23. Dezember 1937 | 28. April 1939   | Durch Luftangriffe beschädigt, Kriegsbeute Italiens und als Sebenico in Dienst gestellt; 1943 Kriegsbeute Deutschland und als TA 43 in Dienst gestellt. Am 1. Mai 1945 nach Luftangriffen, von seiner Besatzung bei Triest selbst versenkt. |
| Zagreb    | Brodogradilište Split    | 1936       | 30. März 1938     | August 1939      | Bei Kriegsausbruch durch Luftangriffe beschädigt und am 17. April 1941 in der Bucht von Kotor selbst versenkt. |
| Ljubljana | Brodogradilište Split    | 1936       | 28. Juni 1938     | Dezember 1939    | Am 17. April 1941 Kriegsbeute Italiens und als Lubiana in Dienst gestellt, am 1. April 1943 bei Tunis auf Grund gelaufen, am folgenden Tag durch alliierten Luftangriff zerstört.                                                           |

## Technische Beschreibung

### Rumpf
Der Rumpf eines Zerstörers der Beograd-Klasse, unterteilt in wasserdichte Abteilungen, war über alles 98 Meter lang, 9,45 Meter breit und hatte bei einer Einsatzverdrängung von 1.681 Tonnen einen Tiefgang von 3,18 Metern.

### Antrieb
Der Antrieb erfolgte durch drei ölbefeuerte Dampferzeuger – Kessel des Yarrow-Typs – und zwei Parsons-Getriebeturbinensätze (bei Beograd Curtis-Turbinensätze) mit denen eine Gesamtleistung von 40.000 PS (29.420 kW) erreicht wurde. Die Leistung wurde an zwei Wellen mit je einer Schraube abgegeben. Die Höchstgeschwindigkeit betrug 38 Knoten (70 km/h) und es konnten 112 Tonnen Schweröl gebunkert werden.

### Bewaffnung

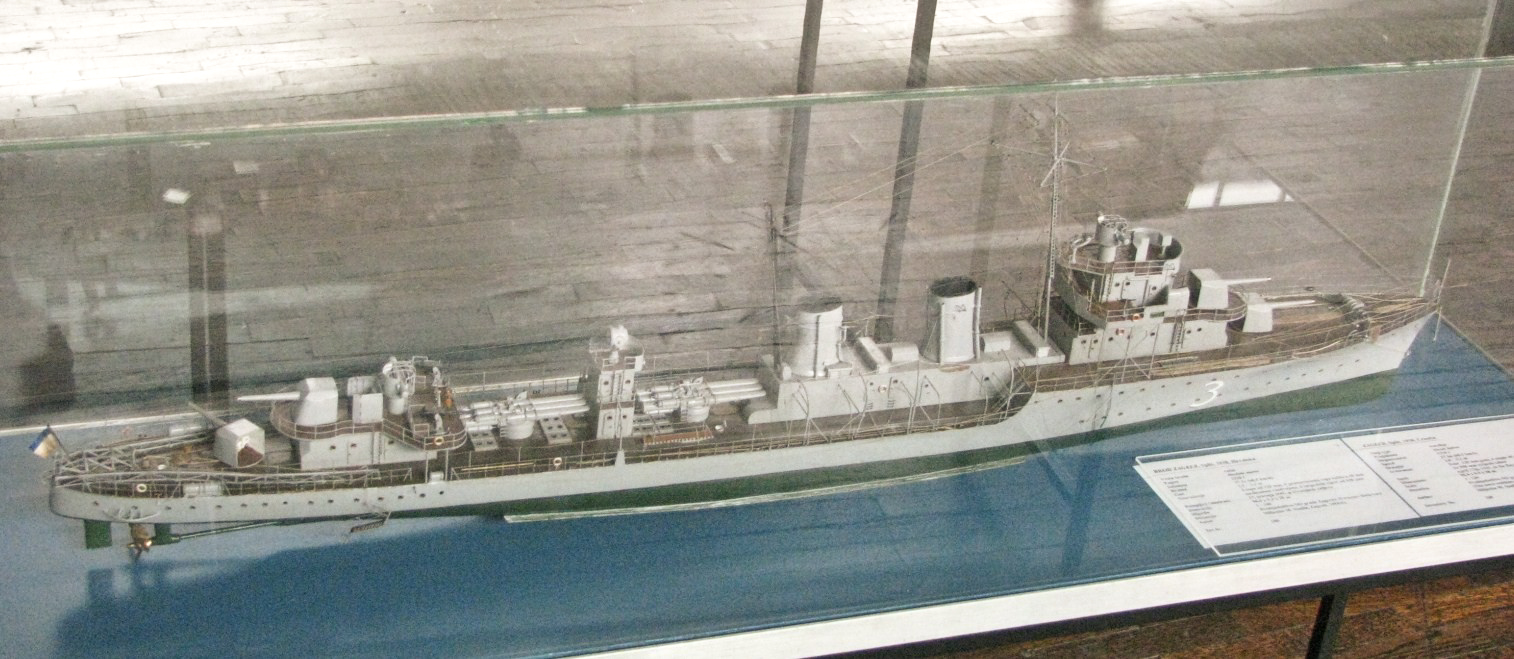
Seitenansicht eines Modells eines Zerstörers der Beograd-Klasse.

#### Artillerie
Die Artilleriebewaffnung bestand aus vier 12-cm-Seezielgeschützen mit Kaliberlänge 46 von Škoda mit Schilden. Diese waren in Bootsmittellinie, je zwei vor bzw. auf dem Brückenaufbau und hinter bzw. auf dem achteren Deckshaus aufgestellt. Die inneren Geschütze (B und C) waren so angeordnet, dass sie die äußeren überschießen konnten (sog. überhöhte Endaufstellung).

#### Flugabwehr
Die Flugabwehrbewaffnung bestand bei Indienststellung der Klasse aus vier 4-cm-Maschinenkanonen in Doppellafette, welche auf einer Plattform auf dem achteren Deckshaus aufgestellt waren und zwei Maschinengewehren.

#### Torpedos
Die Torpedobewaffnung bestand aus zwei Dreifachtorpedorohrsätzen im Kaliber 55,1 cm. Diese waren in Bootsmittellinie, hinter dem letzten Schornstein und dem achteren Deckshaus aufgestellt. 

#### Sonstiges
Des Weiteren konnten auf dem Achterdeck bis zu 30 Seeminen eingeschifft werden.

## Besatzung
Die Besatzung hatte eine Stärke von 145 Offizieren, Unteroffizieren und Mannschaften.